# Shawn Colvin
Shawn Colvin (nació el 10 de enero de 1956) es una cantante y compositora estadounidense, conocida por su sencillo de 1997 «Sunny Came Home», que la hizo ganadora de varios Grammy.

## Vida personal
Colvin nació en Vermillion (Dakota del Sur) y pasó su juventud en London (Ontario) y Carbondale (Illinois). Es la segunda de cuatro hermanos: Geoffrey, Clay, Kay (su única hermana) y ella. Aprendió a tocar la guitarra a los 10 años y creció escuchando las colecciones musicales de su padre, entre ellos, Pete Seeger y The Kingston Trio.
Colvin se casó dos veces; primero con Simon Tassano en 1993, de quien se divorció dos años después. En 1997 contrajo matrimonio con el fotógrafo Mario Erwin y en julio del año siguiente tuvieron una hija, Caledonia.

## Carrera
Colvin se mudó a Austin (Texas) y se unió a una banda de swing western llamada The Dixie Diesels. Luego partió a Nueva York, donde formó parte de la banda de Buddy Miller en 1980. Cuando Miller dejó la banda, esta se convirtió en la de Shawn Colvin. Con el tiempo, progresivamente se hizo más popular en el circuito new folk y participó en espectáculo off-Broadway. Fue presentada en la revista Fast Folk, y en 1987 el productor Steve Addabbo la contrató para cantar en los coros del tema «Luka» de Suzanne Vega.
Después de la gira con Suzanne Vega, Colvin llamó la atención de Columbia Records y firmó un contrato de grabación con la discográfica. Lanzó su álbum debut Steady On con su compañero compositor y coproductor, John Leventhal, en 1989. El álbum ganó un Grammy como el mejor álbum de folk contemporáneo. Su segundo álbum, Fat City, fue lanzado en 1992 y recibió una nominación en los Grammy como Mejor grabación de folk contemporáneo. La canción «I Don't Know Why» fue nominada para un Grammy como Mejor interpretación vocal pop femenina. En 1993 retornó a la ciudad de Austin y en 1994 lanzó su álbum Cover Girls, una colección de versiones. En 1995 fue lanzado el álbum Live 88, que consistió en grabaciones en vivo que ella hizo en 1988.
En 1996, Colvin lanzó su álbum de platino A Few Small Repairs y en 1997 el éxito de su sencillo «Sunny Came Home» la catapultó firmemente en el mainstream musical después de permanecer durante cuatro semanas en el número uno de la lista de Adulto Contemporáneo. El álbum ganó en 1998 ganó dos Grammy como mejor canción y grabación del año. Después de convertirse en madre, Colvin lanzó el mismo año su álbum Holiday Songs and Lullabies, y en 2001 lanzó otro álbum llamado Whole New You. En 2004 lanzó otro álbum más, esta vez una compilación de canciones pasadas llamada Polaroids: A Greatest Hits Collection.
En 2006, ella dejó Columbia Records y lanzó un álbum de 15 canciones llamado These Four Walls en su nueva discográfica, Nonesuch Records, que contó con contribuciones de Patty Griffin y Teddy Thompson.
Desde el 2000, Colvin ha colaborado con una variedad de artistas e hizo contribuciones de voz para canciones de James Taylor, Béla Fleck, Edwin McCain y Shawn Mullins. También colaboró con Sting en el tema Disney, «One Day She'll Love Me». Colvin desempeñó la voz del personaje Rachel Jordan en la serie de televisión Los Simpson, y prestó su voz para las grabaciones de 1992 «The Hard Way» y «Come On Come On» de la cantante country y folk Mary Chapin Carpenter. En 2011 apareció en la serie de HBO Treme, en el episodio «Santa Claus, Do You Ever Get The Blues».
A finales de 2014 pidió Steve Earle unirse a ella para una semana de espectáculos juntos. Entonces Colvin y Earle descubrieron que además de compartir la raíz popular común en su música, cuando cantaban juntos creaban una mezcla perfecta. Unos días más tarde Earle propuso hacer un disco. Este ha sido Colvin & Earle, un nuevo álbum, que ambos compositores dicen que representa no sólo una colaboración mutua, sino también un proyecto musical independiente que esperan que continúe en paralelo con sus respectivas carreras. Presentaron el álbum en una gira, sólo los dos, en 2016 que comenzó en Europa y continuó hasta finales de septiembre en todo Estados Unidos.
En el nuevo álbum, su contraste en los estilos vocales, se unieron para crear una forma de cantar melódica y armoniosa que siempre ha sido un elemento fundamental de la música country, desde la Familia Carter hasta los Hermanos Louvin y hasta el bluegrass de Bill Monroe. Pero a diferencia de otros famosos dúos de hombres y mujeres, George Jones y Tammy Wynette, Porter Wagoner y Dolly Parton, o Chip Taylor y Carrie Rodríguez, el canto de Colvin y Earle no es una metáfora de la relación entre hombres y mujeres. En cambio, su cercanía representa una especie de entrega mutua. 
Su productor Buddy Miller, dice que cada uno «da un paso hacia el otro» cuando canta, con Earle cambiando a un tono más tranquilo y Colvin creciendo de temperamento.
Hacen versiones de Ruby Tuesday de los Rolling Stones y Raise the Dead de Emmylou Harris, y el resto de canciones son originales.

## Premios y reconocimientos
- Premios Grammy
  - 1991: Mejor álbum de folk contemporáneo — «Steady On»
  - 1998: Mejor grabación del año — «Sunny Come Home»
  - 1998: Canción del año — «Sunny Come Home»
- Nominaciones al Grammy
  - 1994: Mejor álbum de folk contemporáneo — «Fat City»
  - 1994: Mejor interpretación vocal pop femenina — «I Don't Know Why»
  - 1995: Mejor álbum de folk contemporáneo — «Cover Girl»
  - 1997: Mejor álbum de pop vocal — «A Few Small Repairs»
  - 1997: Mejor interpretación vocal pop femenina — «Get Out of This House»
  - 1998: Mejor interpretación vocal pop femenina — «Sunny Came Home»
  - 2009: Mejor álbum de folk contemporáneo — «Shawn Colvin Live»

## Discografía

### Álbumes
- Steady On (1989)
- Fat City (1992)
- Cover Girl (1994)
- A Few Small Repairs (1996)
- Holiday Songs and Lullabies (1998)
- Whole New You (2001)
- These Four Walls (2006)
- All Fall Down (2012)
- Uncovered (2015)

- Colvin and Earle con Steve Earle (2016)

### DVD
- Music In High Places - Live In Bora Bora (2002)
- Polaroids: A Video Collection (2004)

### Sencillos
| Año  | Sencillo                                      | Posición máxima | Posición máxima | Posición máxima | Álbum               |
| Año  | Sencillo                                      | US              | CAN             | UK              | Álbum               |
| ---- | --------------------------------------------- | --------------- | --------------- | --------------- | ------------------- |
| 1990 | «Steady On»                                   | —               | —               | —               | Steady on           |
| 1990 | «Diamond in the Rough»                        | —               | —               | —               | Steady on           |
| 1992 | «Round of Blues»                              | —               | —               | 73              | Fat City            |
| 1992 | «Climb on (A Back That's Strong)»             | —               | —               | —               | Fat City            |
| 1993 | «I Don't Know Why»                            | —               | 59              | 62              | Fat City            |
| 1994 | «Every Little Thing He Does Is Magic»         | —               | —               | 65              | Cover Girl          |
| 1995 | «One Cool Remove» (con Mary Chapin Carpenter) | —               | —               | 40              | Cover Girl          |
| 1995 | «I Don't Know Why»                            | —               | —               | 52              | Fat City            |
| 1997 | «Get Out of This House»                       | —               | —               | 70              | A Few Small Repairs |
| 1997 | «Sunny Came Home»                             | 7               | 3               | 29              | A Few Small Repairs |
| 1997 | «You and Mona Lisa»                           | —               | —               | —               | A Few Small Repairs |
| 1998 | «Nothin' on Me»                               | —               | 25              | —               | A Few Small Repairs |
| 2001 | «Whole New You»                               | —               | —               | —               | Whole New You       |
| 2001 | «Bound to You»                                | —               | —               | —               | Whole New You       |
| 2006 | «Fill Me Up»                                  | —               | —               | —               | These Four Walls    |
| 2007 | «Crazy»                                       | —               | —               | —               | Sin álbum           |
| 2012 | «All Fall Down» (McKean/Cavallo Radio Mix)    | —               | —               | —               | All Fall Down       |